# Shikona
Shikona (jap. しこな, 醜名, 四股名) – pseudonim ringowy zapaśnika sumō (rikishi).
Podobnie jak w przypadku standardowych japońskich nazwisk i imion (w takiej kolejności), shikona składa się z odpowiednika „nazwiska” (rodowego) i „nadanego imienia”. „Nazwisko” zapisywane jest jako pierwsze, a „imię” jest rzadko używane poza oficjalnymi lub uroczystymi okazjami. Tak więc „nazwisko” staje się właściwym pseudonimem sportowym, używanym np. przez sprawozdawców tv. Przykładem może być były yokozuna narodowości mongolskiej, Asashōryū Akinori, który był nazywany Asashōryū.
Pseudonim ringowy zapaśnika sumō może być związany np. z przynależnością do określonej „stajni” (heya), jego pochodzeniem lub pochodzić od nazwiska znanego mistrza z przeszłości z tej samej „stajni”, czy też bliskiego krewnego. Zgodnie z tradycją zawodnik nadaje sobie pseudonim przed awansem do drugiej dywizji, jūryō. W przypadku niektórych zapaśników ich shikona jest też ich prawdziwym nazwiskiem.
Tradycja posługiwania się przez zapaśników sumo pseudonimami wywodzi się z okresu Edo. W swoim założeniu miały one chronić prawdziwą tożsamość posiadaczy oraz budzić zainteresowanie u potencjalnych widzów.